# Basil John Andrew
Basil John Andrew, avstralski general, * 15. oktober 1894, † 28. april 1941.
V letih 1940–1941 je bil namestnik generaladjutanta 1. avstralskega korpusa (I Australian Corps), ki se je bojeval v Grčiji.